# Курбелис, Димитрис
Димитриос Курбелис (греч. Δημήτρης Κουρμπέλης; род. 2 ноября 1993[…], Афины) — греческий футболист, опорный полузащитник клуба «Аль-Халидж» и сборной Греции.

## Клубная карьера
Курбелис — воспитанник клуба «Астерас». 14 сентября 2011 года в матче против «Панаитоликоса» он дебютировал в греческой Суперлиге. В 2013 году Димитрис помог клубу выйти в финал Кубка Греции. 22 марта 2015 года в поединке против «Эрготелиса» Курбелис забил свой первый гол за «Астерас». В начале 2017 года Димитрис перешёл в «Панатинаикос». Сумма трансфера составила 700 тыс. евро. 5 января в матче против «Платаньяса» он дебютировал за новую команду.

## Международная карьера
В 2012 году Курбелис стал серебряным призёром юношеского чемпионата Европы в Эстонии. На турнире он сыграл в матчах против команд Англии, Эстонии, Португалии и Испании.
В 2013 году в составе молодёжной сборной Греции Димитрис принял участие в молодёжном чемпионате мира в Турции. На турнире он сыграл в матче против сборной Узбекистана.
9 июня 2017 года в отборочном матче чемпионата мира 2018 года против сборной Боснии и Герцеговины Курбелис дебютировал за сборную Греции, заменив во втором тайме Петроса Манатлоса.

## Достижения
Международные
 Греция (до 19)
- Юношеский чемпионат Европы — 2012